# Зайков, Юрий Павлович
Ю́рий Па́влович Зайко́в (род. 10 октября 1949, Первоуральск, Свердловская область) — советский и российский химик, член-корреспондент РАН, доктор химических наук, профессор, заслуженный деятель науки РФ, почетный профессор Кабардино-Балкарского Государственного Университета им. Х. М. Бербекова, научный руководитель Института высокотемпературной электрохимии Уральского отделения РАН. Специалист в области термодинамики и кинетики электродных процессов, создания экологически чистых, энергосберегающих электрохимических технологий, электрохимии и физической химии металлических и солевых расплавов. Научный руководитель направления по пирохимической переработке отработавшего ядерного топлива реакторов на быстрых нейтронах проекта «Прорыв» ГК «Росатом», член технического комитета и научно-технического совета № 8 ГК «Росатом», член Экспертного совета при Комитете Государственной Думы федерального собрания Российской Федерации по энергетике (седьмой созыв). В 2025 году включен в состав комиссии по научно-технологическому развитию Свердловской области.

## Биография
В 1973 году окончил физико-технический факультет Уральского политехнического института им. С. М. Кирова. В том же году поступил на работу в Институт электрохимии Уральского научного центра АН СССР (в настоящее время Институт высокотемпературной электрохимии УрО РАН).
В 1977 году защитил кандидатскую диссертацию «Взаимодействие галогенов с расплавленными галогенидами щелочных металлов», а в 1993 стал доктором химических наук. С 1994 по 2006 год заведовал лабораторией электролиза расплавов ИВТЭ УрО РАН. В 2006—2017 годах возглавлял Институт высокотемпературной электрохимии УрО РАН. С 2000 года заведует кафедрой технологии электрохимических производств Химико-технологического института УрФУ.

## Научная деятельность
Среди основных полученных научных результатов, полученных под руководством Ю. П. Зайкова, следует отметить:
- установление механизма электрокристаллизации металлов и кремния в расплавах солей;
- создание новой технологии электролитического получения кальция;
- разработку принципиально новой низкотемпературной технологии получения алюминия и его сплавов;
- создание экологически чистой электрохимической технологии переработки свинецсодержащего вторичного сырья;
- разработку технологии пирохимической переработки отработавшего ядерного топлива.

Соавтор более 1200 научных публикаций, включая 5 монографии и 5 учебных пособия, имеет 17 авторских свидетельств и соавтор в 98-патентах.
Лидер научной школы в области высокотемпературной электрохимии, подготовил более 230 специалистов-электрохимиков, в том числе 27 кандидатов наук и 3 доктора наук.
Член редколлегий журналов «Расплавы», «Электрохимия», «Известия ВУЗов. Цветная металлургия», «Электрохимическая энергетика», «Международный научный журнал альтернативная энергетика и экология» приглашенный редактор спецвыпусков издательского дома MDPI.

## Награды
- Почетная грамота Министерства промышленности, науки и технологий Российской Федерации (2001)
- Памятная медаль «285 лет со дня основания г. Екатеринбурга» (2008)
- Премия имени А.Н. Барабошкина (УрО РАН, 2009)
- Благодарность Федерального агентства научных организаций (2016)
- Медаль им. основателя Института высокотемпературной электрохимии М. В. Смирнова (2018)
- Медаль «100 лет Вооруженным силам России» (2018)
- Нагрудный знак «Почетный ветеран УрО РАН» (2019)
- Почётный диплом имени А.Н. Барабошкина (УрО РАН, 17 сентября 2020) — за цикл научных работ «Электрокристаллизация кремния в расплавах солей и основы синтеза кремниевых наноматериалов»
- Памятная медаль «100 лет Уральскому Федеральному университету» (2020)
- Медаль ордена «За заслуги перед Отечеством», II степени (2022)
- Памятная медаль «300 лет со дня основания г. Екатеринбурга» (2023)
- Знак отличия Министерства промышленности и науки Свердловской области «Почетный наставник» (2023)
- Благодарность Полномочного представителя Президента Российской Федерации в Уральском федеральном округе (2024)
- Юбилейная медаль «300 лет Российской академии наук» (2024)
- Памятный знак «Академик Н. А. Доллежаля» (2024)
- Лауреат премии имени В. Н. Татищева и Г.В. де Генина в области науки, техники и охраны окружающей среды (2024) — за серию работ «Физико-химические основы и экспериментальное обоснование технологии пирохимической переработки отработавшего ядерного топлива»
- Знак отличия Свердловской области «За заслуги перед Свердловской областью» III степени (2024)
- Диплом Екатеринбургской городской Думы за работу «Разработка научных основ технологии пирохимической переработки отработавшего ядреного топлива» в составе коллектива авторов (2025)
- Диплом Екатеринбургской городской Думы за работу «Разработка ресурсосберегающей технологии получения висмута электролизом в хлоридных расплавах» в составе коллектива авторов (2025)